# Ciudad Universitaria (Distrito Nacional)
Ciudad Universitaria es un sector ubicado en el Distrito Nacional de la República Dominicana. Se encuentra delimitado al norte por la avenida Simón Bolívar, al sur por la avenida George Washington (Malecón), al este por la avenida Máximo Gómez y al oeste por la avenida Abran Lincoln. Es reconocido por concentrar una significativa cantidad de instituciones académicas, centros culturales y entidades estatales, así como por su cercanía al centro histórico de Santo Domingo.
Este sector alberga la sede principal de la Universidad Autónoma de Santo Domingo (UASD), considerada la universidad más antigua de América. También se encuentran en su entorno instituciones como el Instituto Tecnológico de Santo Domingo (INTEC), la Escuela Nacional de Artes Visuales y diversos institutos técnicos y especializados. Su entorno combina edificaciones históricas, áreas verdes, instalaciones deportivas y una alta concentración de estudiantes y profesionales, lo que le confiere una identidad académica y cultural muy marcada dentro de la capital dominicana.
Ciudad Universitaria cuenta con una infraestructura vial conectada a importantes lugares del Distrito Nacional, y dispone de servicios como estaciones del Metro de Santo Domingo, bibliotecas, centros de investigación, hospitales y espacios recreativos. Su población es diversa, con un fuerte componente de estudiantes provenientes de distintas regiones del país y del extranjero.

## Historia
La historia del sector Ciudad Universitaria está estrechamente vinculada a la fundación y desarrollo de la Universidad Autónoma de Santo Domingo. Aunque la UASD fue originalmente establecida en la Ciudad Colonial en 1538, no fue sino hasta mediados del  siglo XX cuando el Estado dominicano le asignó un espacio propio fuera del centro histórico, como parte de un plan de expansión y modernización educativa. Esta decisión marcó el origen del sector como núcleo académico.
Durante esos años se levantaron varias facultades, residencias estudiantiles y edificios administrativos, lo que transformó notablemente el entorno urbano del sector. También se habilitaron espacios públicos como la Plaza Héroes de Abril, dedicada a conmemorar la resistencia cívico-militar de 1965, y se colocaron monumentos en honor a figuras relevantes de la historia dominicana y del pensamiento latinoamericano. Además, en este período Ciudad Universitaria se desarrolló como un espacio de alta efervescencia social, siendo escenario de protestas, actos políticos, concentraciones culturales y movimientos estudiantiles que tuvieron una influencia significativa en los debates nacionales sobre educación, democracia y derechos civiles.

## Economía
La economía de Ciudad Universitaria gira principalmente en torno al sector educativo y los servicios asociados a la vida estudiantil. Negocios como librerías, cafeterías, copisterías, alquileres de vivienda y transporte informal responden directamente a la demanda generada por las instituciones académicas y sus estudiantes. Adicionalmente, la zona alberga oficinas gubernamentales, lo cual mantiene una actividad administrativa sostenida durante todo el año.
A esto se suma una presencia notable de comercio informal, compuesto por vendedores ambulantes que ofrecen alimentos, bebidas, útiles escolares y otros productos de consumo diario. Estos puestos informales suelen concentrarse en los alrededores de la Universidad Autónoma de Santo Domingo y otras instituciones del sector, formando parte del dinamismo económico de la zona. Aunque esta actividad no siempre está regulada, cumple una función relevante para la economía local y para los estudiantes que acceden a bienes y servicios a bajo costo.